# 제4대 샌드위치 백작 존 몬태규
제4대 샌드위치 백작 존 몬태규(John Montagu, 4th Earl of Sandwich, 1718년 11월 3일 - 1792년 4월 30일)은 영국의 귀족, 정치가이다. 해군경, 국무장관 등 각료를 역임하기도 했다. 한편으로는 제임스 쿡의 태평양 탐험 항해의 유력한 지지자 중 한 명으로 활동하기도 했고, 음악가를 후원하기도 했다. 우리가 흔히 먹는 ‘샌드위치’라는 이름의 유래가 된 당사자로 알려져 있다.

## 생애
존 몬태규는 1718년 힌칭브룩 자작 에드워드 몬태규의 아들로 태어났다. 4살 때인 1722년 부친 힌칭브룩 자작이 사망하여 그의 모친은 이내 재혼을 했고, 이후 거의 접촉하지 않았다. 열 살 때인 1729년 조부 샌드위치 백작으로부터 작위를 계승했다. 이튼 칼리지를 거쳐 케임브리지의 트리니티 칼리지에서 공부한 후 한 동안 여러 국가에서 유학했다. 처음에는 그랜드 투어를 떠났다가, 이후 당시로는 특이한 목적지였던 오스만 제국의 일부인 그리스, 터키, 이집트를 여행했다. 이 경험은 오리엔탈리즘 학회를 설립하게 했던 동기가 되었다.
1739년 귀국 후 베드퍼드 공작으로부터 상원의 자리를 이었고, 얼마 지나지 않아 제1해군경이 되었던 공작 휘하의 해군위원회 위원에 취임하여 육군 대령에 임명되었다. 1746년 전권 대사로 브레다 회의에 파견되어 오스트리아 왕위 계승 전쟁의 강화조약인 〈엑스라샤펠 조약〉의 체결에 이르기까지 평화 협상에 참여했다. 1748년 2월부터 1751년 6월까지 해군경에 재임했고, 1753년 8월 국무대신이 되었지만, 재임 중 윌크스 사건이 발발한다. 1763년, 과격한 선동 정치가였던 휘그당원 존 윌크스가 자신이 발행한 《더 노스 브리튼》(The North Briton) 지 제45호에서 조지 3세를 공격함과 동시에 각료들의 헬파이어 클럽 스캔들을 폭로했던 것이다. 조지 3세는 격노했고, 헬파이어 클럽의 중심인물 중 하나이기도 했던 샌드위치 백작이 선두에 서서, 명예훼손과 기타 여러 죄목으로 윌크스를 고소, 체포하여 투옥시켰다. 이에 격노한 민중은 “윌크스와 자유, 45호”를 표어로 내걸고 윌크스의 석방을 요구하며 큰 폭동을 일으켰다.
그 소유 직후 코벤트 가든 극장에서 상영된 존 게이의 기록적인 롱런한 작품인 ‘거지 오페라’에서 샌드위치 백작은 도적 맥히스를 빠뜨리는 등장인물로 묘사되어 일련의 행동을 통렬히 풍자되었고, 덕분에 달갑지 않은 이미지가 오랫동안 따라다니게 되었다.
사건 이후에도 각료의 자리에 머물다가 1763년에 다시 해군 장관으로 전근을 갔다. 1768년에 우편국장, 1770년에 국무장관, 다음 1771년에서 1782년에 3번째 해군 장관을 지냈다.
1741년에 초대 페인 자작 찰스 페인의 딸 도로시 페인과 결혼해서 제5대 백작을 승계하게 되는 아들 존(1743년 – 1814년)을 낳았다. 그러나 그의 아내 도로시는 건강을 잃고 미쳐버리게 된다. 아내가 쇠약해지고 있을 때, 샌드위치 백작은 재능있는 오페라 가수 마사 레이와 16년간의 행복한 연인 관계를 시작한다. 그들이 사귀는 동안, 레이는 작가, 법률가, 박애주의자로 활약한 바슬 몬태규(Basil Montagu, 1770년 - 1851년) 등 많은 자녀를 낳았다. 1779년 4월에 레이는 질투에 눈먼 애인에 의해 코벤트 가든 극장의 계단에서 살해되었다. 샌드위치 백작이 충격에서 벗어나지 못하고, 1782년 3월에 은퇴하여 1792년 4월에 사망했다. 샌드위치 백작 작위는 아들 존이 상속했다.

## 유산
샌드위치 백작은 1782년 은퇴했다. 그가 복무했던 많은 중요한 직책에도 불구하고, 샌드위치 백작의 무능과 부패를 그의 비문에 새겨야 한다는 제안도 있었다.
최근에, 몇몇 역사학자들은 샌드위치 경이 아마도 그들이 주장한만큼 무능하지 않았을 거라고 주장하기 시작했지만, 이전의 역사가들은 샌드위치 백작의 정적들의 자료에 너무 많은 중점을 두었다.

### 샌드위치
우리가 흔히 간편하게 먹는 샌드위치는 제4대 샌드위치 백작의 이름을 따서 명명된 것으로 알려져 있지만, 정확한 발명 상황과 원래의 용도는 여전히 논란의 주제가 되고 있다. (자세한 내용은 샌드위치를 참조) 빵에 다양한 음식을 끼워 넣은 음식은 옛날부터 존재하고 있었고, 유럽에서도 샌드위치가 등장하기 이전부터 존재하고 있었다. 피에르 장 그로슬리가 쓴 여행서적 《런런여행》(Tour to London)에 나오는 당시의 소문에는 도박 테이블 위에서 얇은 빵 사이에 끼운 말린 고기를 넣은 빵을 들고 카드 도박을 즐기는 샌드위치 백작의 일화가 있다. 
그러나 당시 샌드위치에게는 헬파이어 클럽을 비롯한 많은 나쁜 습관이 있었고, 그러한 일화는 그 사건 이후 만들어진 것으로 추정된다. 백작의 전기 작가에 따르면, 해군, 정치, 예술 등의 일로 바빴기 때문에 샌드위치는 도박보다는 집무 중에 책상에서 사랑받았을 것이라고 말하고 있다.

### 샌드위치 제도
샌드위치 백작은 제임스 쿡의 태평양 탐험의 유력한 후원자였다. 탐험대의 범선(엔데버 호, 레졸루션 호, 어드벤쳐 호, 디스커버리 호)의 구입과 여비는 해군 본부의 예산으로 충당되었다. 쿡은 백작의 이름을 따서 1778년에 발견한 오늘 날의 하와이 제도를 샌드위치 제도라고 명명했다. 사우스 샌드위치 제도와 알래스카의 몬태규 섬에도 백작의 이름이 남아 있다.

### 음악
해군에서 은퇴한 후 백작은 음악에 정열을 쏟아 ‘고대 음악’(백작의 정의에 따르면 20여 년 이상 된 ‘오래된’ 음악)의 유력한 후원자가 되었다.

## 참고 문헌
- Baker-Smith, Veronica (2008). 《Royal Discord: The Family of George III》. Athena Press. 232 pages쪽. ISBN 1847480675.
- Black, Jeremy (2005) [1962]. 《The Continental Commitment: Britain, Hanover and Interventionism, 1714-1793》. Routledge. 292 pages쪽.
- Levy, Martin (Jan 2005). 《Love & Madness: The Murder of Martha Ray, Mistress of the Fourth Earl of Sandwich Paperback》. Harper Perennial. 240 pages쪽. ISBN 0060559756.
- Longmate, Norman (2001). 《Island Fortress: The Defence of Great Britain, 1603-1945》. Pimlico.
- Maun, Ian (2009). 《From Commons to Lord's, Volume One: 1700 to 1750》. Roger Heavens. ISBN 978-1-900592-52-9.
- Quanchi, Max (2005). 《Historical Dictionary of the Discovery and Exploration of the Pacific Islands》. The Scarecrow Press. ISBN 0810853957.
- Rodger, N. A. M (1994). 《The Insatiable Earl: A Life of John Montagu, Fourth Earl of Sandwich》. London: Harper Collins. W. W. Norton & Co. 425 pages쪽. ISBN 0393035875.
- Syrett, David (1998). 《The Royal Navy in European Waters During the American Revolutionary War》. University of South Carolina.
- Waghorn, H. T. (1899). 《Cricket Scores, Notes, etc. (1730–1773)》. Blackwood.
- Whiteley, Peter (1996). 《Lord North: The Prime Minister Who Lost America》. Hambledon Press.
- 본 문서에는 현재 퍼블릭 도메인에 속한 브리태니커 백과사전 제11판의 내용을 기초로 작성된 내용이 포함되어 있습니다.
- Rodger, N. A. M. 〈Montagu, John, fourth earl of Sandwich (1718–1792)〉. 《옥스포드 영국 인명 사전》 온라인판. 옥스포드 대학교 출판부. doi:10.1093/ref:odnb/19026. (Subscription 또는 UK 공공도서관 회원 필수.)
- 〈Montagu, John, 4th Earl of Sandwich (MNTG735J)〉. 《케임브리지 동문 데이터베이스》. 케임브리지 대학교.